# Афинская башня 1
Афинская башня 1 — самое высокое архитектурное сооружение Греции высотой 103 м, считается единственным настоящим небоскрёбом страны.
Возведённая в 1971 году башня превзошла построенный в 1964 году 14-этажный афинский отель сети Хилтон — Hilton Athens — высотой 65 м. На момент завершения строительства Афинская башня 1 также была высочайшим сооружением всего Балканского региона.
Архитектором проекта был Иоаннис Викелас, известный также по проекту Музея кикладских искусств. Башня имеет 28 этажей, построена в районе Афин Амбелокипи. Сейчас в ней арендуют помещения для своих офисов ведущие греческие и иностранные компании, в частности Emporiki Bank.